# Maestà (Duccio)
La Maestà es una pintura al temple sobre tabla realizada entre 1308 y 1311, considerada la obra maestra del pintor italiano Duccio. Estuvo instalada inicialmente en la catedral de Siena, pero en la actualidad se conserva en el Museo dell'Opera Metropolitana del Duomo de Siena, excepto algunas tablas de la predela, que se hallan repartidas entre varios museos del mundo.
Se trata de un retablo de dos caras: en el anverso figura una gran escena con la Virgen y el Niño rodeada de ángeles y santos, junto a otras escenas menores, mientras que en el reverso se encuentran veintiséis escenas de la Pasión de Cristo, además de otros episodios en el ático y la predela. 
Es la obra más importante de Duccio, quien logró conjugar en ella el dominio técnico con una gran sensibilidad en la ejecución de las escenas, que destacan por su preciosismo y su rico colorido, con los que logró un conjunto de gran belleza.

## Historia
Maestà («majestad» en italiano) es la denominación de un tema iconográfico del arte cristiano medieval occidental que representa a la Virgen con el Niño entronizada, de forma similar al Theotokos bizantino. El término proviene de Maiestas Mariae («majestad de María» en latín), un concepto mariológico y de la historiografía del arte para referirse a la Virgen como trono del Niño Dios.
Duccio recibió el encargo para esta obra en 1308: el 9 de octubre de ese año se firmó el contrato entre el artista y el jefe de la comunidad de construcción de la catedral, conservado en el Archivo de Estado de Siena. El autor se comprometía a «pintar una determinada tabla para el altar mayor de la iglesia de Santa María de Siena», y a trabajar en ella de forma exclusiva «según su mejor ciencia y conocimiento». Sus honorarios eran de 16 soldi (sueldos) diarios, con una cantidad aparte para material y trabajos de carpintería. Se requirió al artista jurar sobre el Evangelio el cumplimiento del contrato y no tener intenciones de defraudar.

Se conserva un documento adicional que habla del reverso de la obra, que debía contener 38 escenas, por las que recibiría en pago 2,5 florines de oro por cada una, a razón de 50 florines como adelanto y el resto a la finalización del trabajo. Se menciona aquí la colocación de unos «ángeles pequeños» sobre la obra, lo que da a entender que sobre el ático debían colocarse unos bustos de ángeles, quizá con imágenes igualmente de Cristo y Dios Padre; actualmente solo se conservan cuatro, todos ellos fuera de Siena: Kasteel Huis Bergh ('s-Heerenberg, Países Bajos), colección Stoclet (Bruselas, Bélgica), Museo de Arte de Filadelfia (Filadelfia, Estados Unidos) y Mount Holyoke College (South Hadley, Estados Unidos). Según diversos análisis estilísticos, el artista comenzó su trabajo por la parte superior, realizando los áticos frontal y posterior, y luego habría ido bajando, siendo la última pieza ejecutada la predela del reverso.

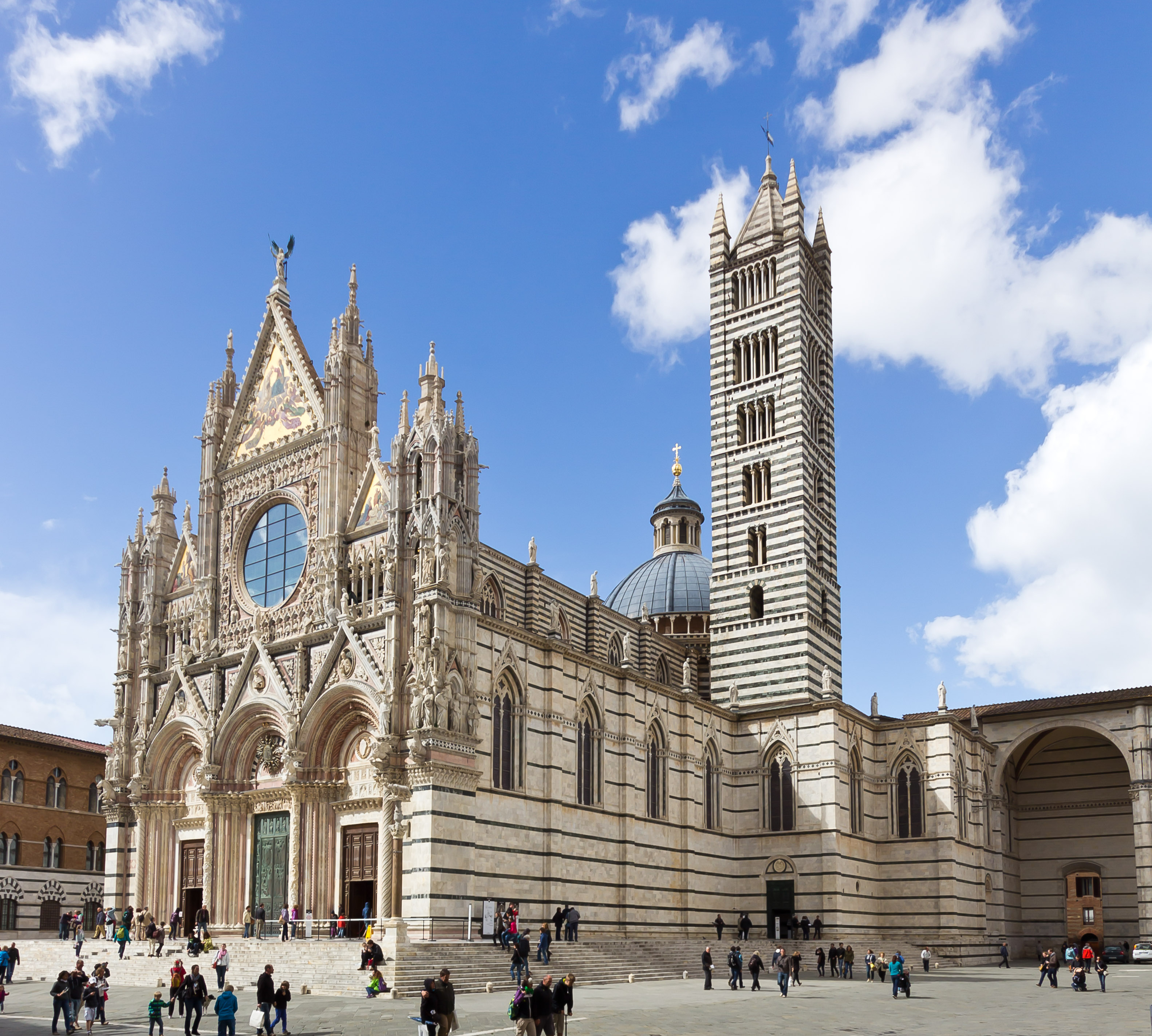
Catedral de Siena

El retablo de Duccio sustituyó en el altar mayor de la catedral de Siena a una imagen colocada allí unos cincuenta años antes, la Madonna del Voto, elaborada en conmemoración de la batalla de Montaperti (1260), librada entre Siena y Florencia en el contexto de las guerras entre güelfos y gibelinos. Durante la contienda los prohombres de la ciudad nombraron a la Virgen —que era patrona de la catedral— reina de Siena, por lo que, tras la victoria, se elaboró esa imagen como representación del juramento cumplido. De ahí que para la confección del nuevo retablo de Duccio se eligiese como imagen central a la Virgen entronizada, como materialización de su reinado sobre la ciudad de Siena.
El 9 de junio de 1311 el retablo fue trasladado en solemne procesión desde el taller de Duccio hasta la catedral de Siena. Según un cronista de la época: «tras una solemne procesión por la Piazza del Campo la condujeron bajo un glorioso repique de campanas hasta la catedral; y todo ello en honor de la preciosa tabla. Los pobres recibieron muchas limosnas y nosotros rezamos a la Virgen, nuestra Santa Patrona, para que en su infinita misericordia nos guarde de todo mal, traidor o enemigo de la ciudad de Siena».
A causa de la especial relación de Siena con la imagen de la Virgen, la concepción de la obra y su colocación en la catedral se efectuaron con unos requerimientos particulares: las dimensiones de la obra comportaron un alejamiento de sacerdotes y fieles respecto a las imágenes del retablo, de forma diferente a la mayoría de retablos realizados hasta la fecha en la comunidad católica, de menores dimensiones y mayor accesibilidad para el público. La parte anterior del retablo, con su gran imagen de la Virgen y el Niño, se podía ver a gran distancia, y estaba pensada para los fieles que acudían a la iglesia; en cambio, la cara posterior, con escenas de menor tamaño, estaba reservada al clero.
El ciclo iconográfico del retablo fue elegido probablemente para su concordancia con el marco arquitectónico de la catedral de Siena: la fachada de la catedral, de Giovanni Pisano, tiene en el portal principal la Madonna de Montaperti, en honor a la victoria sienesa sobre Florencia, bajo la cual hay escenas de la infancia de Cristo, como en la predela anterior del retablo, bajo la imagen de la Virgen; en la vidriera del ábside —que daba luz a la parte posterior de la Maestà— se encuentran igualmente escenas de la muerte de María, su asunción y su coronación, como en el frontispicio posterior del retablo. Por otro lado, el trono de la Virgen de la imagen central del retablo es poligonal, como el hexágono del crucero de la catedral y como el púlpito octogonal diseñado por Nicola Pisano, mientras que su revestimiento de mármol policromo está en consonancia con la decoración marmórea del interior de la catedral.
El retablo estuvo en el altar mayor de la catedral de Siena hasta 1506, fecha en que fue trasladado a otro altar. En 1771 se decidió fragmentar la obra para repartir sus imágenes entre dos altares. Se retiró entonces el marco, así como las tablas de las predelas y del ático, y se aserró la tabla en siete partes. Las imágenes de la predela se pudieron separar fácilmente, porque estaban sobre una tabla horizontal. Sin embargo, la calle central estaba compuesta por once tablas verticales por delante y cinco horizontales por detrás, con las maderas encoladas y claveteadas, por lo que su desmembramiento fue dificultoso y causó diversos daños que no fueron reparados hasta una restauración llevada a cabo en 1956.
Por otro lado, una vez separadas las imágenes se desperdigaron rápidamente, por lo que algunas de ellas fueron a parar a diversos museos y colecciones privadas de Europa y Estados Unidos. La obra expuesta actualmente en el Museo dell'Opera del Duomo no supone la obra completa tal como fue concebida originalmente. Se han efectuado diversos montajes fotográficos de lo que podría haber sido la obra en su conjunto, con reconstrucciones que apenas pueden esbozar lo que debió ser la obra original, ya que por un lado el marco y cinco de las escenas se han perdido, mientras que por otro el orden de las escenas conservadas es objeto de controversia entre los historiadores del arte.
Según los expertos, una idea aproximada de lo que pudo haber sido el retablo original consistiría en un marco arquitectónico de madera de más de cinco metros de alto y casi cinco de ancho, con frontispicios, pináculos y arbotantes. Cada una de las caras estaba dividida en cinco calles: en el anverso, la parte central contenía la imagen principal, la Virgen en el trono con el Niño, ángeles y santos; la predela tenía imágenes de la infancia de Cristo separadas por retratos de profetas; sobre la calle central había un friso con imágenes de los apóstoles y, en el ático, había escenas del fallecimiento de la Virgen. Por su parte, el reverso estaba dedicado a la Pasión de Cristo en su calle central, mientras que la predela contenía imágenes de las pruebas y milagros de Jesús y el ático su resurrección. Las imágenes perdidas son las dos parejas situadas en el centro del ático por cada uno de sus lados, así como una de la predela del reverso; probablemente, las dos del ático frontal representaban la Asunción y la Coronación de María, y las del reverso la Ascensión y Cristo Glorificado, mientras que la de la predela podría ser el Bautismo de Cristo.

## El autor

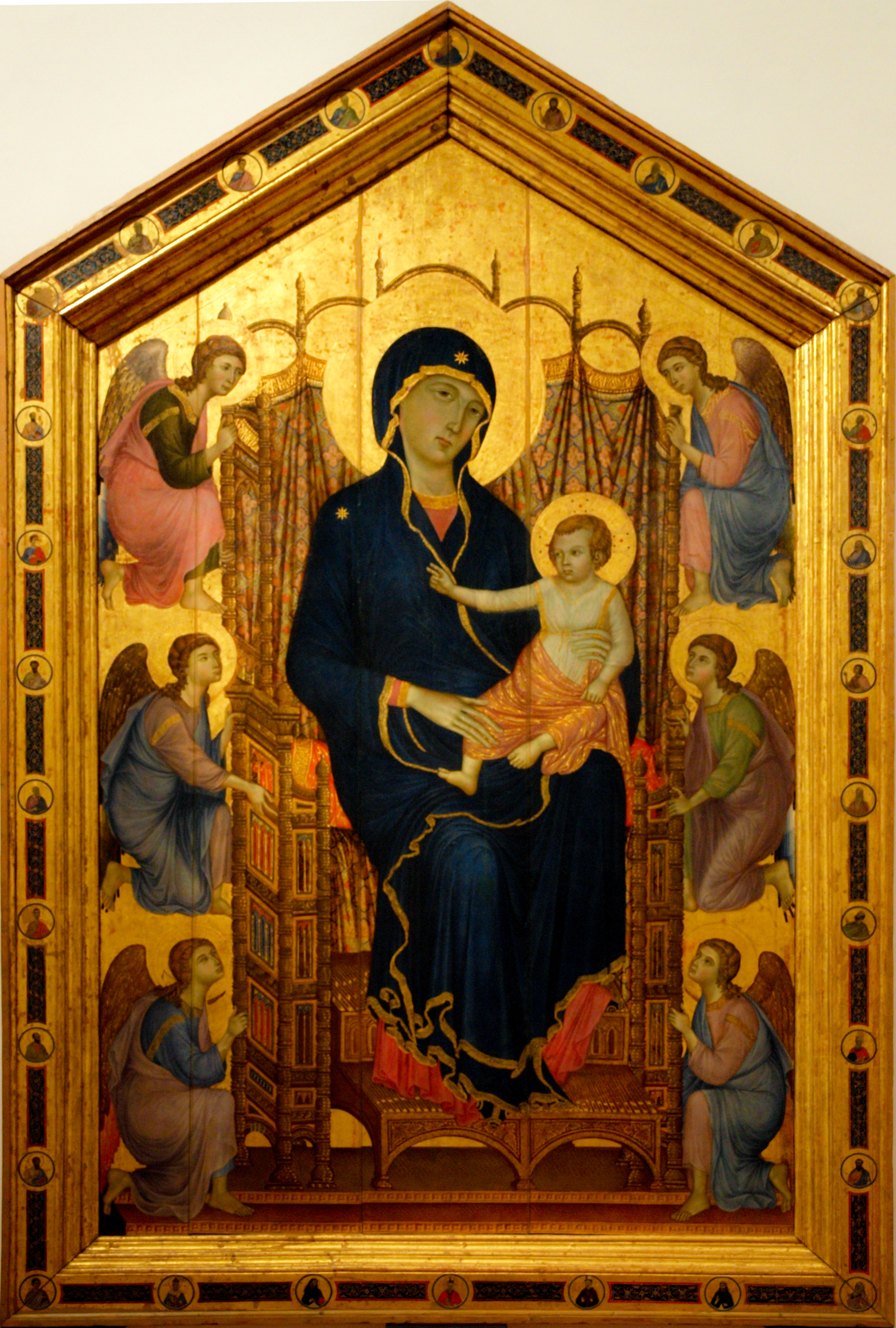
Madonna Rucellai, obra de Duccio de 1285, Uffizi, Florencia.

Duccio di Buoninsegna (Siena, c. 1255/1260 - 1318/1319) fue representante, dentro de la pintura gótica, del estilo italo-gótico y uno de los iniciadores de la escuela sienesa de pintura que, junto a la florentina —representada por Cimabue y Giotto—, fueron las principales corrientes artísticas en la Italia de los siglos xiii y xiv, y antecedente del Renacimiento italiano.
En sus obras denota cierta influencia del arte bizantino, pero introduce un mayor sentimiento y calidez en el tratamiento de las imágenes, con escenas de gran viveza y colorido, así como efectos dramáticos y de acción.
Junto a Cimabue y Giotto, Duccio fue uno de los principales renovadores de la pintura gótica, a la que aportaron un mayor clasicismo inspirado en la antigüedad clásica, con un concepto más racional del volumen y el espacio, y con una ejecución que denotaba elegancia formal, preciosismo cromático y composición armoniosa.
La primera constancia que se tiene de su obra data de 1278, fecha en la que decoró doce cajas fuertes de la Comuna de Siena. En 1285 elaboró su primera obra de relevancia, la Madonna Rucellai para la iglesia de Santa María Novella de Florencia (actualmente en la Galería Uffizi). Fue probablemente durante su estancia en Florencia cuando entró en contacto con la obra de Cimabue, que le inspiraría una mayor libertad de ejecución y el abandono de la arcaica tradición pictórica de la Siena del siglo XIII. Junto al arte bizantino y un cierto influjo de Coppo di Marcovaldo, el contacto con Cimabue sentaría las bases del posterior estilo de Duccio.
Tras la Madonna Rucellai realizó diversas obras menores, como la Maestà del Museo de Berna, la Madonna de los Franciscanos (Pinacoteca Nacional de Siena) o el dibujo para la vidriera del coro de la catedral de Siena. Algunas obras le han sido atribuidas sin la certeza absoluta de su autoría, como la Madonna en un trono de la galería Sabauda de Turín, las Escenas de la vida de Cristo y de San Francisco del Fogg Art Museum (Cambridge, Estados Unidos), el Crucifijo del castillo de Bracciano, la Madonna con el Niño de Buonconvento (Siena) o la Madonna y el Niño de la Pinacoteca Nacional de Siena. Ya en el período inmediatamente anterior a la Maestà de la catedral de Siena realizó la Madonna y el Niño de la colección Stoclet (Bruselas), la Madonna y dos santos de la Galería Nacional de Londres y la Madonna con el Niño de la Galería Nacional de Perugia. En su último período, tras la Maestà, solo está fielmente documentada una obra, la Madonna y los santos de la Pinacoteca Nacional de Siena.
Duccio influyó en otros miembros de la escuela sienesa, especialmente Simone Martini y Pietro Lorenzetti, además de sus discípulos directos: Ugolino di Nerio, Segna di Bonaventura, el Maestro de Badia de Isola y el Maestro de Città di Castello. Sin embargo, su influencia traspasó las fronteras, especialmente a Francia, donde se denota su influjo en artistas como Jean Pucelle.

## Descripción

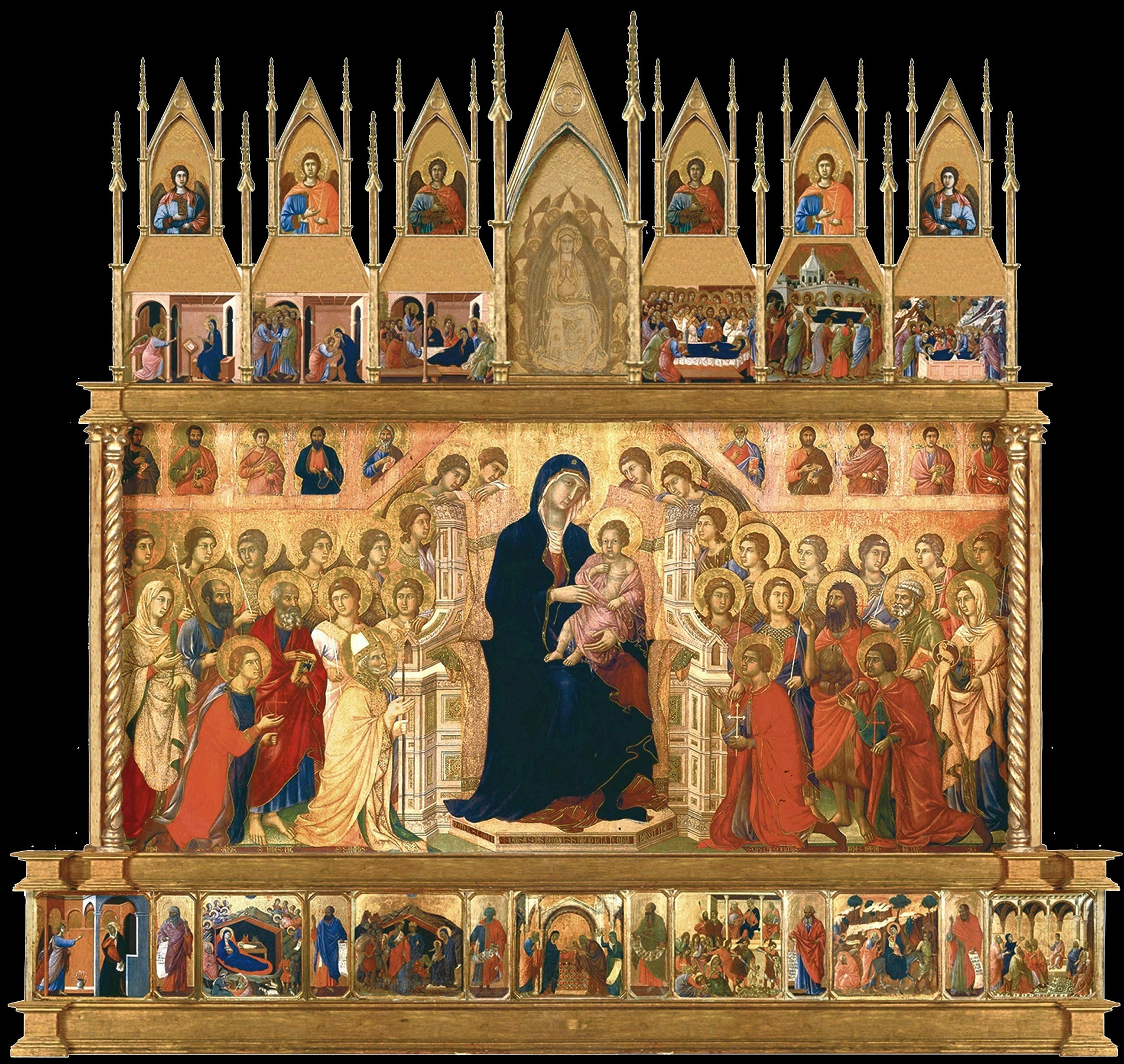
Anverso

### Anverso

#### Imagen central
La imagen central del retablo representa la figura entronizada de la Virgen con el Niño, rodeados de veinte ángeles y diecinueve santos. El fondo de la imagen es dorado y sobre él se superponen las diversas figuras que componen la escena, que al tiempo que se orientan hacia el trono se relacionan entre sí con gestos y miradas.
La Virgen se encuentra sobre un trono de base pentagonal, que crea efectos de profundidad al sobresalir su base hacia delante, mientras que el banco retrocede y los laterales se abren hacia fuera. Es un trono de mármol de reminiscencias clásicas y góticas, decorado con taraceados de mármol, pasta de cristal y oro. Sobre el trono se halla un tejido cuyos pliegues caen pesadamente, con unos efectos de plisado conseguidos gracias al claroscuro y a la perspectiva lograda con los ornamentos dorados. En la base del trono aparece una inscripción en latín: MATER SANCTA DEI – SIS CAUSA SENIS REQUIEI SIS DUCIO VITA – TE QUIA PINXIT ITA, que significa: «Santa Madre de Dios, sé causa de paz para Siena, y guarda la vida de Duccio, que así te pintó».
Las figuras de la Virgen y el Niño son más grandes que el resto de personajes, lo que denota la importancia jerárquica de los mismos. María está en una posición diagonal respecto a la orientación del trono, envuelta en un manto azul ultramarino que apenas vislumbra la posición del cuerpo, con las piernas adelantadas respecto al torso y del que solo sobresalen las manos —con las que sostiene al Niño— y el rostro, circundado por la capucha del manto. Algunos pliegues y clareados en el manto denotan la posición de la rodilla, los hombros y el codo del brazo que tiene doblado. El Niño Jesús viste una camisa blanca transparente y un manto rojo con ornamentos dorados. Tanto la Virgen como el Niño dirigen la mirada hacia el espectador.

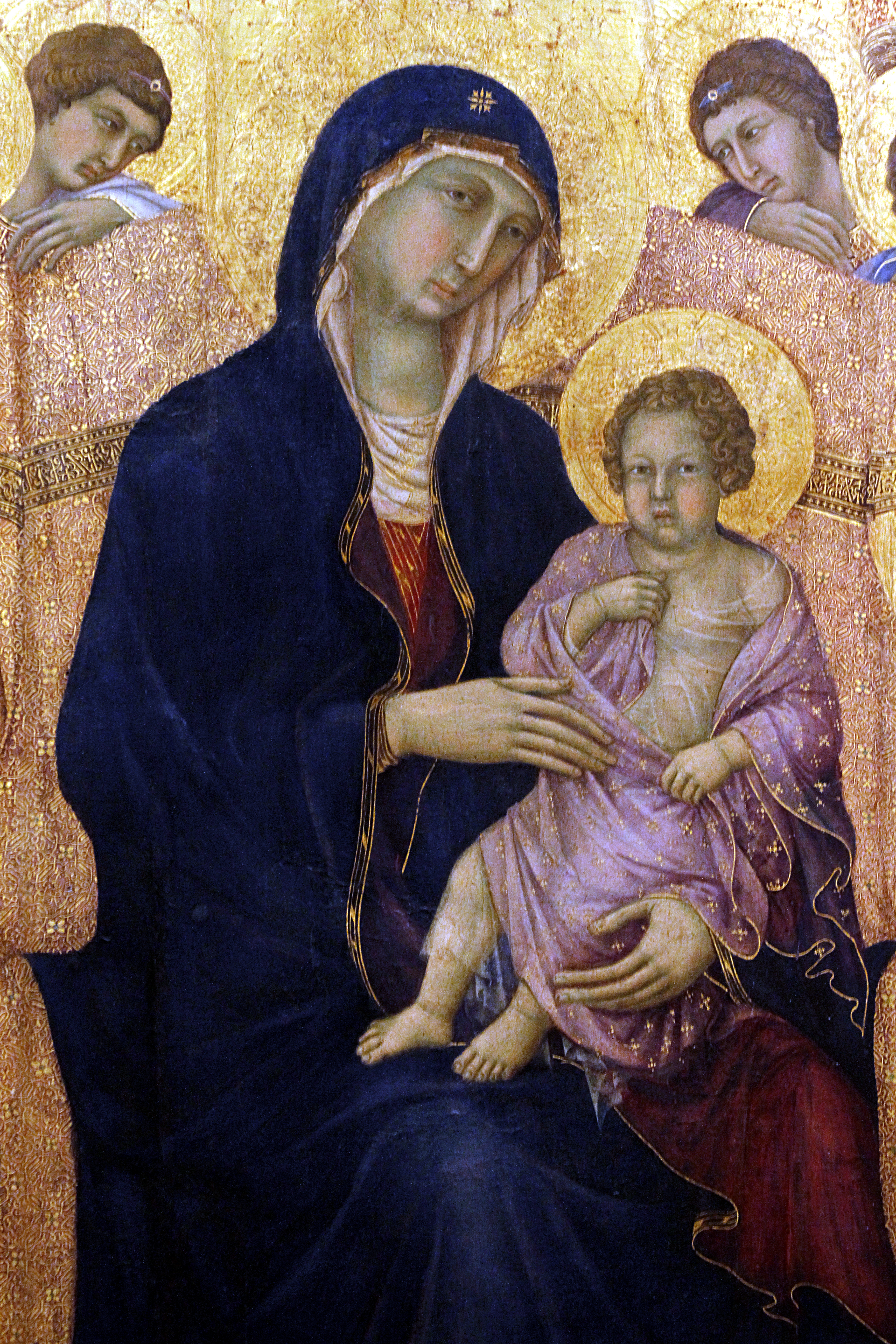
Detalle de la Virgen con el Niño

Alrededor del trono se halla un coro de ángeles, de aspecto juvenil, pelo rubio y rizado, alas de plumaje marrón y vestidos con túnicas de ribetes dorados. Ocho de ellos están apoyados sobre el trono y otros doce a ambos lados, en posiciones simétricas a izquierda y derecha, aunque sin caer en la monotonía, ya que presentan distintas actitudes en la posición de la cabeza o en la mirada.
Junto a los ángeles, en la segunda fila se encuentran seis santos: de izquierda a derecha, santa Catalina de Alejandría, san Pablo, san Juan Evangelista, san Juan Bautista, san Pedro y santa Inés. Cuatro de ellos están identificados con inscripciones a los pies de la imagen, aunque cada uno es distinguible por sus atributos iconográficos: santa Catalina de Alejandría por la palma del martirio; san Pablo por la espada; san Juan Evangelista por un libro, como autor de un evangelio; san Juan Bautista por su capa de piel, sus largos cabellos de asceta y una cruz en la mano izquierda que simboliza la Pasión de Cristo; san Pedro por las llaves; y santa Inés por un medallón con el cordero de Dios.
A los pies de la Virgen se sitúan los cuatro santos patronos de Siena: de izquierda a derecha, san Ansano, san Sabino, san Crescencio y san Víctor. Están identificados por inscripciones a los pies de la imagen. Aparecen arrodillados y elevan las manos en súplica hacia la Virgen. Tres de ellos están vestidos con túnicas y llevan cruces en la mano, mientras que san Sabino, que era obispo, está vestido con indumentaria episcopal y lleva un báculo en la mano.
En la parte superior de la imagen se encuentra una galería de arcos de medio punto, bajo la cual aparecen diez figuras de medio cuerpo de apóstoles que, junto a Pedro y Juan Evangelista, situados al lado de la Virgen, forman la docena de discípulos de Jesús. De izquierda a derecha se encuentran: Judas Tadeo, Simón, Felipe, Santiago el Mayor, Andrés, Mateo, Santiago el Menor, Bartolomé, Tomás y Matías. Todos ellos están identificados por la inscripción abreviada de su nombre.
La composición general destaca por la precisión del detalle y el rico cromatismo, restringido sin embargo a escasos tonos: dominan los colores cálidos, especialmente rojo y marrón, con pequeños aportes de verde y azul para enfatizar los detalles; destaca la presencia del oro, presente en el fondo del cuadro, en las aureolas y en túnicas y ornamentos. El conjunto iconográfico de la Maestà fue novedoso para su tiempo, ya que hasta entonces la Virgen solía representarse en solitario, mientras que los santos solían disponerse en forma de políptico; Duccio aglutinó aquí ambos criterios, creando una unidad espacial para todas las figuras, que se relacionan entre sí. Cabe destacar igualmente la sensación de perspectiva, de un espacio real y delimitado, alejado de las representaciones etéreas elaboradas anteriormente, lo que supone un antecedente de la perspectiva lineal desarrollada en el Renacimiento.

#### Otras escenas
El anverso contenía las siguientes escenas secundarias (según una reconstrucción hipotética): en el ático, de izquierda a derecha, Anuncio de la muerte de María, Despedida de Juan, Despedida de los apóstoles, Asunción, Coronación de María, Muerte de María, Traslado a la sepultura y Entierro de María; en la predela, Anunciación, Isaías, Natividad, Ezequiel, Adoración de los Reyes Magos, Salomón, Presentación en el templo, Malaquías, Matanza de los inocentes en Belén, Jeremías, Huida a Egipto, Oseas y Jesús entre los doctores del templo.
Para Duccio probablemente debió ser un reto la ejecución de más de cuarenta escenas de pequeño tamaño en un orden razonable de sucesión, y más en el formato de temple sobre madera, ya que este tipo de pequeñas escenas se solía hacer en aquella época al fresco. Mientras que las pinturas murales se solían representar de arriba abajo, Duccio eligió la forma inversa, tomando como referente la vidriera del ábside de la catedral, donde las imágenes están también en sentido ascendente. Así pues, en la predela de la cara frontal del retablo el pintor situó las escenas de la infancia de Jesús, donde también aparece María, para pasar a la imagen central de la Virgen entronizada y culminar en el ático con la Asunción y Coronación de María, mientras que en la parte posterior la predela presenta también escenas de la infancia y juventud de Cristo para pasar al ciclo de la Pasión y a la Ascensión en el ático.
La serie de escenas secundarias presenta una mayor acción y efectos narrativos que la gran imagen central, más solemne y donde las figuras se muestran más mayestáticas, al tiempo que están circunscritas a marcos arquitectónicos o exteriores de paisaje, frente al fondo dorado de la imagen central.

##### Predela
La predela contenía siete escenas de la infancia de Jesús, colocadas alternativamente entre imágenes de profetas: Isaías, Ezequiel, Salomón, Malaquías, Jeremías y Oseas. Estos están representados de cuerpo entero y con rollos de escrituras en las manos, con textos alusivos a la escena que tienen a su izquierda, como cumplimiento de las profecías del Antiguo Testamento. Las figuras de los profetas tienen una solidez casi escultórica, vestidos con túnicas de pesados pliegues, y denotan la influencia del ciclo de esculturas de profetas de la fachada de la catedral, realizado por Giovanni Pisano.
| Título                              | Material            | Dimensiones    | Museo                                     | Descripción | Foto |
| ----------------------------------- | ------------------- | -------------- | ----------------------------------------- | --- | ---- |
| Anunciación                         | Temple sobre madera | 43 × 44 cm     | The National Gallery, Londres             | La Anunciación se sitúa en un interior que recuerda un decorado teatral, con una arquitectura de columnas y arcos de estilo clásico. El arcángel Gabriel transmite su mensaje a la Virgen, que retrocede asustada. Ambas figuras se encuentran es espacios distintos —abierto el arcángel y cerrado la Virgen—, diferenciados además por el cromatismo de las paredes, rojas para Gabriel y grises para María. La Virgen recibe un rayo de luz que simboliza el Espíritu Santo, mientras a sus pies un jarrón con azucenas simboliza la pureza. |      |
| Isaías                              | Temple sobre madera | 43 × 16 cm     | National Gallery of Art, Washington D. C. | El profeta Isaías lleva un pergamino con la inscripción: Ecce virgo concepiet et pariet filium et vocabitur nomen eius Emmanuel («La Virgen concebirá y dará a luz un Hijo cuyo nombre será Emmanuel», Isaías 7, 14). |      |
| Natividad                           | Temple sobre madera | 43,8 × 44,5 cm | National Gallery of Art, Washington D. C. | Es una escena poco conseguida espacialmente, que muestra en el centro el pesebre con la Virgen, el Niño en la cuna, el burro y el buey; san José se halla a la izquierda, y varios pastores a la derecha, mientras en la parte superior hay varios ángeles. El detalle más anecdótico es una escena situada a los pies de María que muestra a Jesús bañado por dos nodrizas (Salomé y Zelomí), proveniente de los evangelios apócrifos. |      |
| Ezequiel                            | Temple sobre madera | 43 × 16 cm     | National Gallery of Art, Washington D. C. | El rollo que lleva en la mano contiene la cita siguiente: Porta haec clausa erit; non aperietur, et vir non transibit per eam («Esta puerta se mantendrá cerrada, no será abierta, y ningún hombre pasará a través de ella», Ezequiel 44, 2). |      |
| Adoración de los Reyes Magos        | Temple sobre madera | 42,5 × 43,5 cm | Opera del Duomo                           | Se sitúa en el mismo escenario que la Natividad: frente al pesebre y con un fondo montañoso se encuentran a la derecha la Virgen con el Niño en brazos, en el centro los tres Reyes Magos —dos de pie y uno arrodillado besando un pie a Jesús— y, a la derecha, unos pajes sosteniendo unos camellos y caballos. El detalle del rey besando el pie al Niño fue tomado probablemente del púlpito de la catedral de Siena, obra de Nicola Pisano. |      |
| Salomón                             | Temple sobre madera | 42,5 × 16 cm   | Opera del Duomo                           | En su pergamino se puede leer: Reges Tarsis et insulae munera offerunt; reges arabum et Saba dona adducent («Los reyes de Tarsos y de las Islas traerán ofrendas, los reyes de Arabia y de Saba presentarán sus regalos», Salmos 72, 9). |      |
| Presentación en el templo           | Temple sobre madera | 42,5 × 43 cm   | Opera del Duomo                           | Esta imagen alude de nuevo al espacio arquitectónico inspirado en la catedral de Siena, por sus arcos decorados en rojo y verde. Simeón sostiene al Niño en brazos, que hace el gesto de querer volver con sus padres, situados a la izquierda; a la derecha aparece la profetisa Ana. |      |
| Malaquías                           | Temple sobre madera | 42,5 × 16 cm   | Opera del Duomo                           | Está inspirado posiblemente en la figura de Platón de la fachada de la catedral. Lleva la inscripción: Veniet ad templum sanctum suum dominator dominus quem vos queritis, et angelum testamenti quem vos vultis («El Señor al que esperas entrará en su Templo Santo, y el mensaje del Evangelio en el que esperas», Malaquías 3, 1). |      |
| Matanza de los inocentes en Belén   | Temple sobre madera | 42,5 × 43,5 cm | Opera del Duomo                           | Esta escena presenta un mayor número de figuras: en la parte superior se halla una tribuna donde se encuentra el rey Herodes, flanqueado por dos consejeros, dando la orden a sus soldados de la matanza; esta transcurre a sus pies como si la estuviese contemplando, aunque sean dos momentos distintos en el tiempo, una solución narrativa que probablemente tomó de la capilla de la Arena de Giotto. La parte inferior muestra a las madres intentando desesperadamente salvar a sus hijos, que son asesinados por los soldados, los cuales apilan los cadáveres en el margen inferior izquierdo de la escena. Algunas de las madres sostienen a sus hijos muertos entre los brazos, mientras que en la parte central una madre intenta sujetar el brazo de un soldado que clava su espada en un niño y un soldado de túnica roja intenta arrebatar a un niño de su madre. La imagen destaca por el sentimiento expresado en los rostros, que denota diversos grados de emotividad. |      |
| Jeremías                            | Temple sobre madera | 42,5 × 16 cm   | Opera del Duomo                           | Su profecía es: Vox in Rama audita est, ploratus et ululatus multus: Rachel plorans filios suos («Un clamor se escucha en Ramá, los gritos y amargos lamentos: Raquel gime pos sus hijos», Jeremías 31, 15). |      |
| Huida a Egipto                      | Temple sobre madera | 42,5 × 44 cm   | Opera del Duomo                           | Este episodio se sitúa en un paisaje rocoso. La Virgen monta sobre un burro con Jesús en brazos, seguidos de san José con un hatillo al hombro y un criado que dirige al burro. En la parte izquierda aparece el sueño en que un ángel recomienda a José huir a Egipto. El ángel lleva un pergamino con la inscripción: Accipe puerum et matrem eius et fuge in Egitum («Toma al niño y a su madre y ve a Egipto», Mateo 2, 13). |      |
| Oseas                               | Temple sobre madera | 42,5 × 16 cm   | Opera del Duomo                           | En el pergamino está escrito: Ex Egipto vocavi filium meum («Llamaré a mi hijo de Egipto», Oseas 11, 1). |      |
| Jesús entre los doctores del templo | Temple sobre madera | 42,5 × 43 cm   | Opera del Duomo                           | Aquí se muestra a Jesús con doce años discutiendo las escrituras con un grupo de doctos sabios del templo de Jerusalén, en un escenario arquitectónico con arcos y bóvedas de arista, de estilo gótico, que recuerda a la catedral sienesa por sus arcos decorados en rojo y verde. Los mosaicos del suelo dispuestos en perspectiva otorgan profundidad a la escena. María y José aparecen a la izquierda, en el momento de hallar al niño perdido. Los rostros de los doctores denotan asombro y admiración ante los conocimientos del muchacho. |      |

##### Ático
De las escenas del ático se han perdido la Asunción y la Coronación de María. 
| Título                        | Material            | Dimensiones  | Museo           | Descripción | Foto |
| ----------------------------- | ------------------- | ------------ | --------------- | --- | ---- |
| Anuncio de la muerte de María | Temple sobre madera | 41,5 × 54 cm | Opera del Duomo | El ciclo se abre con el anuncio de la muerte de María, semejante en estructura a la escena de la Anunciación de la predela. El ángel se arrodilla frente a la Virgen ofreciéndole en la mano la palma mortis, como símbolo de la muerte terrena y el paso a la vida eterna. María se encuentra sentada frente a un atril, con las manos extendidas hacia delante. |      |
| Despedida de Juan             | Temple sobre madera | 41,5 × 54 cm | Opera del Duomo | Transcurre en el mismo escenario que la escena anterior. Esta vez es Juan el Evangelista quien se arrodilla frente a la Virgen, cuyo bienestar le había encomendado Jesús. Ambos se dan la mano, un gesto que se repite entre Pedro y Pablo a la izquierda de la imagen, rodeados del resto de apóstoles. La construcción espacial es menos convincente aquí que en otras escenas, seguramente por ser una de las primeras imágenes en ejecutarse.                                           |      |
| Despedida de los apóstoles    | Temple sobre madera | 41,5 × 54 cm | Opera del Duomo | La Virgen aparece reclinada, rodeada de los discípulos de Jesús, en una composición en la que destacan las figuras de María y de Pablo, que es el único que está de pie, bajo el arco del pórtico de entrada, como recién llegado al grupo de los apóstoles. Juan lleva la misma palma mortis que el ángel ofrecía a María en el anuncio de su muerte. La perspectiva espacial no está muy lograda, por cuanto se supedita al contenido iconográfico.                                        |      |
| Muerte de María               | Temple sobre madera | 40 × 45,5 cm | Opera del Duomo | Se recurre aquí a una composición más abigarrada, donde la estructura espacial importa menos que la jerarquía de los personajes. La Virgen se halla en el lecho, en primer plano, sobre la que se superponen tres filas de ángeles y apóstoles, mientras que en el centro se encuentra Jesús con la animula —el alma de su madre— en las manos. Juan lleva de nuevo la palma mortis. |      |
| Traslado a la sepultura       | Temple sobre madera | 58 × 52,5 cm | Opera del Duomo | Se sitúa la acción en el exterior de una ciudad, visible al fondo tras una muralla, de la que sobresale una torre octogonal de estilo gótico. Los apóstoles llevan a la Virgen en una camilla camino del sepulcro, mientras por detrás un sacrílego intenta ultrajar el féretro, por lo que le queda el cuerpo paralizado. Abre la comitiva Juan, de nuevo con la palma mortis. Esta imagen, junto a la de La duda de santo Tomás, son las únicas que mantienen su forma hexagonal original. |      |
| Entierro de María             | Temple sobre madera | 41 × 54,5 cm | Opera del Duomo | La composición es similar al Entierro de Cristo del reverso. Los apóstoles depositan a la fallecida en el sarcófago por medio de unos lienzos, frente a un fondo de paisaje. En los rostros de los personajes se evidencia el dolor por la pérdida. Aquí la palma mortis se halla justo en el centro, simbolizando la entrada de María en el Paraíso. |      |

### Reverso

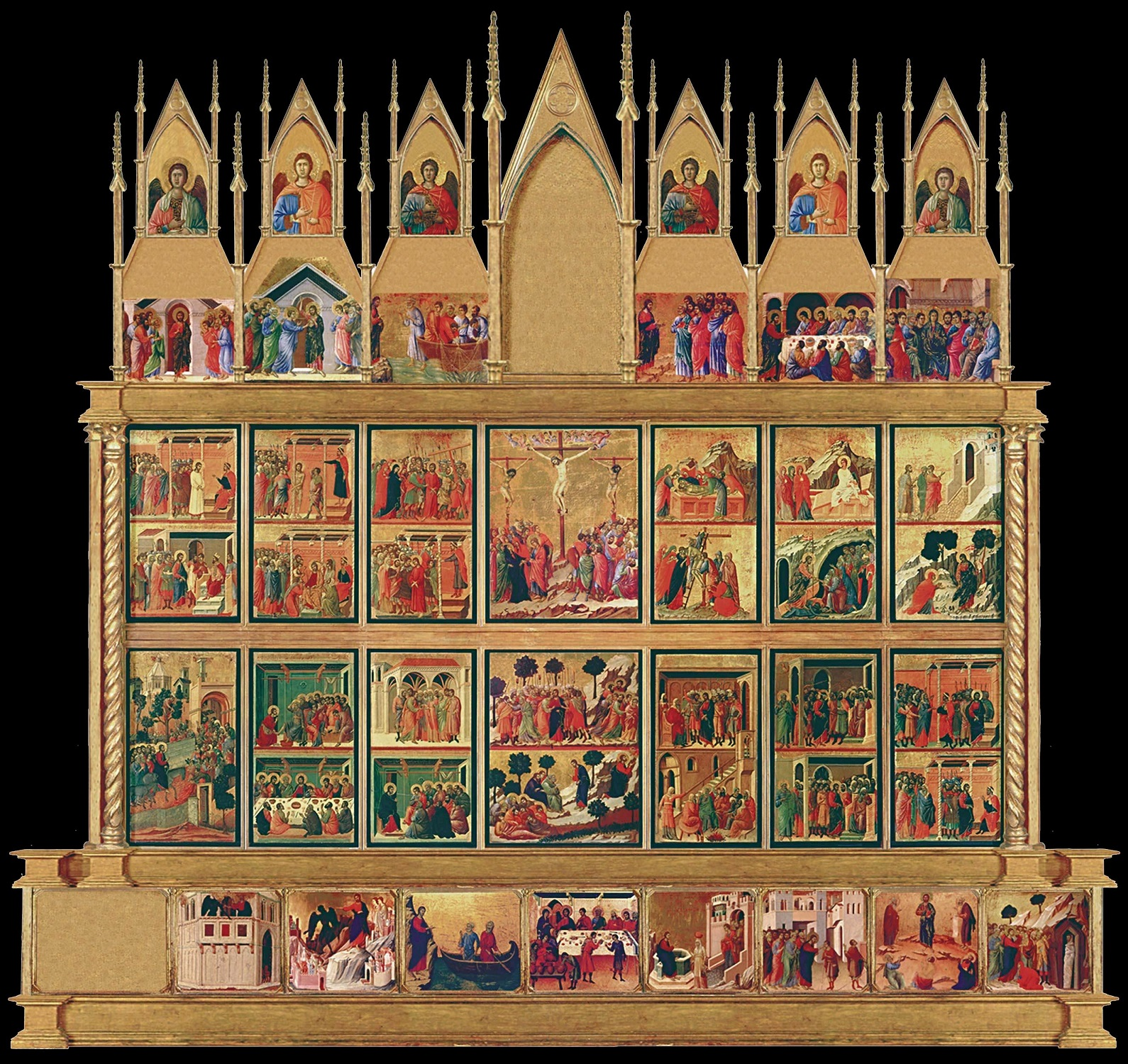
Reverso

El reverso contenía las siguientes escenas (reconstrucción hipotética): en el ático, de izquierda a derecha, Aparición en el Cenáculo, La duda de santo Tomás, Aparición en el lago Tiberíades, Ascensión, Cristo Glorificado, Aparición de Cristo en la montaña de Galilea, Aparición de Cristo en el círculo de sus apóstoles y Venida del Espíritu Santo; en la tabla principal, Entrada en Jerusalén, Lavatorio de los pies, Última Cena, Discurso de despedida a los apóstoles, Traición de Judas, Oración en el Huerto de los Olivos, Prendimiento, Cristo antes Anás, Primera negación de Pedro, Cristo antes Caifás, Cristo escarnecido, Los fariseos acusan a Cristo, Cristo ante Pilatos, Cristo ante Herodes, Segundo interrogatorio ante Pilatos, Flagelación, Coronación de espinas, Pilatos se lava las manos, Camino del Calvario, Crucifixión, Descendimiento, Entierro de Cristo, Las santas mujeres en el sepulcro, Descenso a los Infiernos, Noli me tangere y Camino a Emaús; y en la predela, Bautismo de Cristo, Tentación en el pináculo del templo, Tentación en la montaña, Vocación de los apóstoles Pedro y Andrés, Bodas de Caná, Cristo y la samaritana, Curación del ciego, Transfiguración de Cristo y Resurrección de Lázaro.
Estas 43 escenas eran observables solo desde el presbiterio de la catedral y en principio estaban destinadas a los miembros del clero. Duccio se reveló aquí como un gran narrador y un experto en la representación de contenido iconográfico. Supo plasmar con acierto una temática que le venía marcada por la tradición e introducir novedades en la misma, elaborando unas escenas de gran viveza que otorgaban un aire contemporáneo a las imágenes legadas por la antigüedad. A todo ello añadió la pericia técnica lograda en sus años de aprendizaje: incorporó a sus pinturas las principales novedades técnicas de la época, especialmente en cuanto a la representación espacial, lograda con efectos de modelado cromático y con la «dirección escénica» de las figuras, cuyas actitudes y movimientos ayudan a modelar el espacio, al tiempo que su expresividad otorga psicología a los personajes. Así, logró una unidad entre espacio y figuras, entre narración y representación simbólica, que otorga a las escenas un realismo alejado ya de las rígidas líneas góticas de su tiempo y que presagiaba el Renacimiento posterior.

#### Ciclo de la Pasión de Cristo

Pasión de Cristo
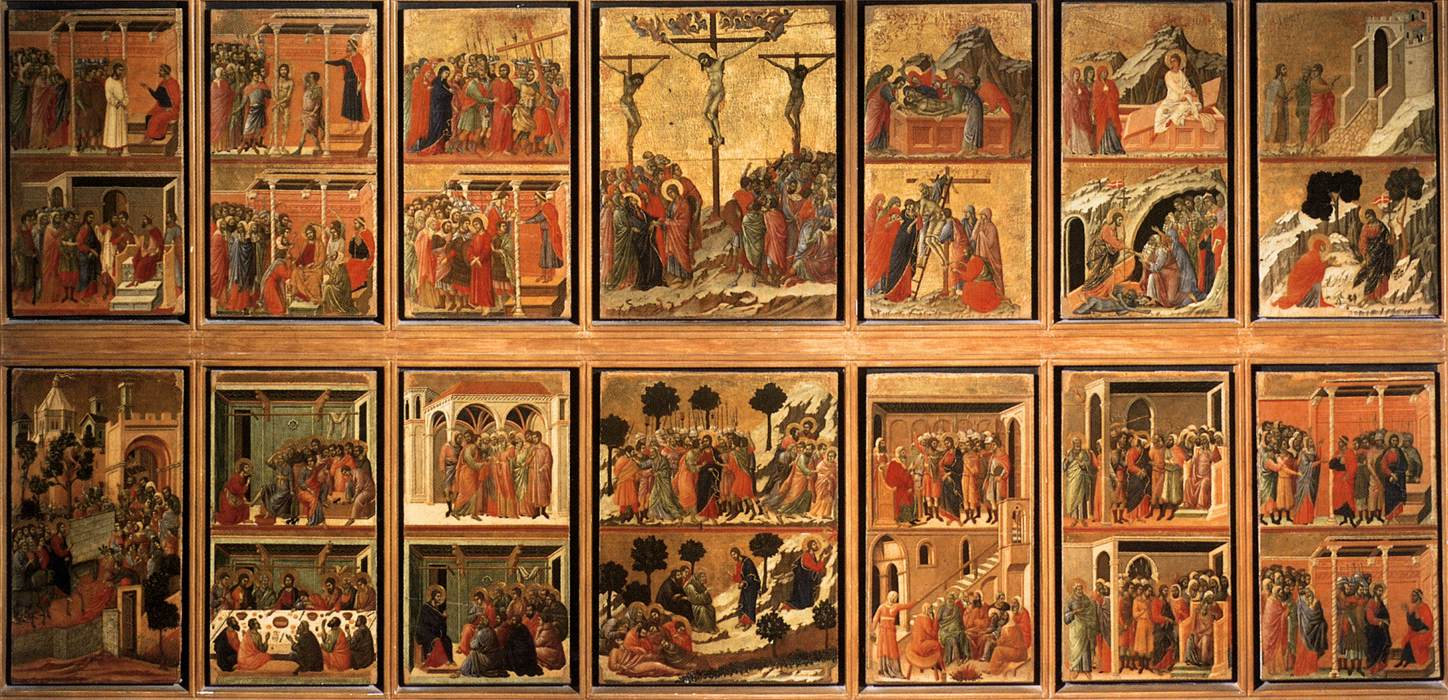
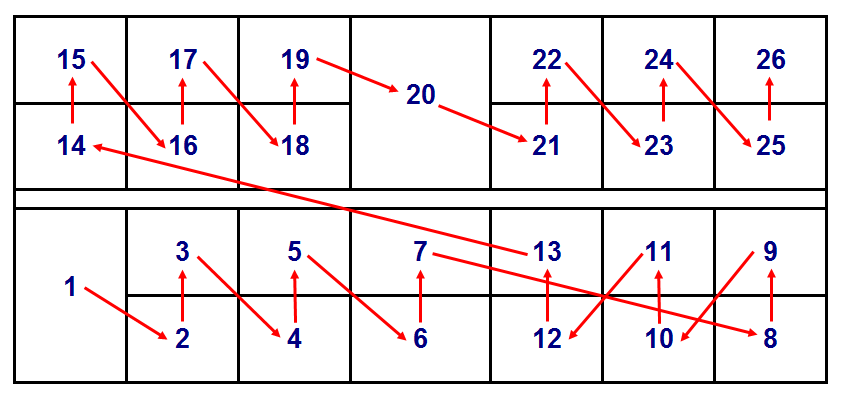

La calle central con veintiséis episodios de la Pasión de Cristo es el mayor ciclo conservado de esta temática. Las escenas narradas están tomadas principalmente de los cuatro evangelios, pero también de fuentes neotestamentarias, lo que dificulta la reconstrucción del orden hipotético de las imágenes, por lo que su actual exhibición en el museo del Duomo es tan solo una aproximación a lo que debió ser.
| Título                                | Material            | Dimensiones    | Museo           | Descripción | Foto |
| ------------------------------------- | ------------------- | -------------- | --------------- | --- | ---- |
| Entrada en Jerusalén                  | Temple sobre madera | 100 × 57 cm    | Opera del Duomo | Jesús llega a las puertas de Jerusalén montado en un burro. Una multitud lo recibe con ramas en las manos y mantos que arrojan al suelo a su paso. Al transcurrir en un exterior hay elementos de la naturaleza, como plantas y árboles, pero al fondo se ve la muralla de la ciudad y diversos edificios detrás, entre los que se vislumbra la torre octogonal que ya se ha visto en otros episodios. Duccio establece cuatro planos espaciales: el muro en primer plano en la parte de debajo de la imagen, la calle por la que transita Jesús con el gentío que lo recibe, una arboleda tras otro muro con gente subiendo a los árboles y la arquitectura de fondo. La escena destaca por su detallismo y su riqueza cromática, así como una acertada gradación de luces y sombras. |      |
| Lavatorio de los pies                 | Temple sobre madera | 50 × 53 cm     | Opera del Duomo | La escena se desarrolla en una habitación de paredes verdes y techo de artesonado color marrón, con una barra que atraviesa la estancia de parte a parte y de la que pende una tela blanca a la derecha. Jesús se dispone a lavar los pies a sus discípulos; el primero, Pedro, se lleva la mano a la cabeza para señalar a su maestro: «Señor, no solo los pies, sino también las manos y la cabeza». |      |
| Última Cena                           | Temple sobre madera | 50 × 53 cm     | Opera del Duomo | Esta escena se encuentra en el mismo escenario que la anterior. Los discípulos se hallan alrededor de la mesa donde transcurre la Última Cena con su maestro, que se encuentra sentado en el centro, con Juan dormido a su lado. El Nazareno estira un brazo para servirle pan a Judas, sentado en diagonal frente a él. Los apóstoles de la parte inferior no llevan el halo en su cabeza para no interferir con los objetos de la mesa. |      |
| Discurso de despedida a los apóstoles | Temple sobre madera | 50 × 53 cm     | Opera del Duomo | Se sitúa en la misma estancia que las dos anteriores. Jesús se halla sentado frente a sus discípulos —todos excepto Judas—, a los que da un nuevo mandamiento: «amaros los unos a los otros como Yo os he amado». Los apóstoles escuchan atentos, con gestos de concentración. De nuevo destaca el colorido de la escena, especialmente de los ropajes. |      |
| Traición de Judas                     | Temple sobre madera | 50 × 53 cm     | Opera del Duomo | Frente a un marco arquitectónico presidido por una galería abierta de arcos de medio punto los sacerdotes pagan a Judas por su traición, rodeados de sus esbirros. De la imagen destaca el trabajo de los ropajes, con amplios pliegues, en tonos rojo y azul, un cromatismo habitual en el conjunto elaborado por Duccio. Bajo la galería hay que destacar igualmente los arcos de las bóvedas, elaborados de forma convincente. |      |
| Oración en el Huerto de los Olivos    | Temple sobre madera | 51 × 76 cm     | Opera del Duomo | En el escenario del huerto de Getsemaní se ve a Jesús representado en dos momentos sucesivos en el tiempo: a la izquierda varios apóstoles duermen mientras Jesús, en el centro, llama a Pedro, Santiago y Juan para que velen con Él; a la derecha, se ve a Cristo rezando mientras un ángel en la parte superior derecha le conforta, tal como relata san Lucas en su evangelio. |      |
| Prendimiento                          | Temple sobre madera | 51 × 76 cm     | Opera del Duomo | En el mismo huerto de los olivos los soldados del sumo sacerdote apresan a Cristo, que recibe el beso de la traición por parte de Judas, a su lado; mientras, a la derecha, los apóstoles huyen de la escena y, a la izquierda, Pedro con un cuchillo le corta la oreja a Malco. La composición se centra en el grupo de Cristo, situado en el centro de la imagen, con una acentuada verticalidad conseguida gracias al juego de lanzas, faroles y árboles, mientras a la derecha las montañas enmarcan la huida de los discípulos. |      |
| Cristo ante Anás                      | Temple sobre madera | 50 × 53,5 cm   | Opera del Duomo | Esta escena se encuentra en el mismo marco arquitectónico que la siguiente, la negación de Pedro. Cristo, con las manos atadas, es conducido ante el sumo sacerdote Anás, rodeado de soldados. La escena destaca como en otras por los gestos de los personajes y el vivo colorido de los ropajes. |      |
| Primera negación de Pedro             | Temple sobre madera | 50 × 53,5 cm   | Opera del Duomo | Este episodio se encuentra en la parte inferior de la escena anterior, a los pies de unas escaleras que conducen hacia arriba. Pedro se encuentra sentado frente a un fuego con un grupo de gente y con la mano niega a la sirvienta que le acusa de ser un seguidor de Jesús. El discípulo está alineado verticalmente con la figura de Cristo en la parte superior. Por su parte, la mano de la sirvienta se alinea en diagonal con la escalera que conduce al piso superior, enfatizando la traición de Pedro. |      |
| Cristo ante Caifás                    | Temple sobre madera | 45,5 × 53,5 cm | Opera del Duomo | La escena se sitúa en un interior arquitectónico, donde se halla Jesús ante el sumo sacerdote Caifás, sentado en un trono, entre sacerdotes y soldados. Cristo reconoce ser Hijo de Dios, ante lo que Caifás se rasga las vestiduras. A la izquierda, ante la puerta de la habitación, Pedro niega por segunda vez a su maestro. |      |
| Cristo escarnecido                    | Temple sobre madera | 45,5 × 53,5 cm | Opera del Duomo | En el mismo escenario que el anterior episodio Jesús aparece con las manos atadas y los ojos vendados. Tras su sentencia de muerte los esbirros le insultan y golpean, ante la mirada impasible del sumo sacerdote. A la izquierda se encuentra Pedro frente a la sirvienta a la que niega de nuevo ser seguidor de Cristo, y sobre él se encuentra el gallo que señala la tercera negación preconizada por el nazareno al que sería la cabeza de su Iglesia. |      |
| Los fariseos acusan a Cristo          | Temple sobre madera | 49 × 57 cm     | Opera del Duomo | Este episodio inaugura una serie de escenas que transcurren en el mismo marco arquitectónico —desde aquí hasta Pilatos se lava las manos, con la excepción de Cristo ante Herodes—, caracterizado por dos columnas salomónicas en primer plano, así como frisos de formas clásicas. Pilato, vestido con túnica y tocado con una corona de laurel, se halla en el centro, separando dos grupos de personas: a la izquierda los fariseos, que acusan a Jesús de ser un falso mesías; a la derecha Cristo, con las manos atadas y mirando hacia el frente, rodeado de soldados. |      |
| Cristo ante Pilato                    | Temple sobre madera | 49 × 57 cm     | Opera del Duomo | En el mismo escenario se muestra una distribución diferente: Pilato aparece a la derecha, sentado sobre un podio y, ante él, se halla Jesús con los soldados, en el centro de la composición; a la izquierda los fariseos aguardan la sentencia. |      |
| Cristo ante Herodes                   | Temple sobre madera | 50 × 57 cm     | Opera del Duomo | Jesús es llevado ante el rey Herodes, quien se burla de él, pero finalmente se desentiende de su situación. El rey se halla sobre un trono, con ricos ropajes y una corona sobre la cabeza, mientras el Nazareno se halla en el centro rodeado de soldados. Uno de los sirvientes lleva en las manos la túnica blanca de orate con la que Herodes vestirá a Jesús. |      |
| Segundo interrogatorio ante Pilato    | Temple sobre madera | 50 × 57 cm     | Opera del Duomo | De nuevo ante el gobernador romano, Jesús lleva ahora la túnica blanca que le señala como trastornado mental. La composición es casi idéntica al primer interrogatorio, con Cristo en el centro, Pilato a la derecha y los fariseos a la izquierda. |      |
| Flagelación                           | Temple sobre madera | 50 × 53,5 cm   | Opera del Duomo | En el centro de la composición aparece Jesús semidesnudo atado a una columna, donde es flagelado por los esbirros de Pilato. La figura del gobernador romano está fuera de toda lógica espacial, ya que se halla sobre una tarima de dos escalones situada tras la columna de primer plano, aunque en cambio su brazo extendido aparece por delante de la columna. |      |
| Coronación de espinas                 | Temple sobre madera | 50 × 53,5 cm   | Opera del Duomo | Situado de nuevo entre Pilato y los fariseos, Jesús se halla sentado mientras un grupo de soldados y fariseos se burla de él. Tal como señala el texto bíblico, Cristo está envuelto en un manto púrpura, lleva una caña a modo de cetro en la mano derecha y una corona de espinas en la cabeza. Dos de sus burladores se arrodillan ante él, rindiéndole falsa pleitesía. |      |
| Pilato se lava las manos              | Temple sobre madera | 51 × 53,5 cm   | Opera del Duomo | En primer término y hacia la izquierda aparece un abigarrado grupo de personajes situado detrás de Cristo, mientras a la derecha la acción se centra en Pilato, que se lava las manos con el agua que vierte un sirviente de una jarra. Esta acción se encuentra por delante de la columna que antecede al podio sobre el que se encuentra Pilato, rompiendo así la estructura espacial, como en la Flagelación. |      |
| Camino del Calvario                   | Temple sobre madera | 51 × 53,5 cm   | Opera del Duomo | Cristo es conducido al Calvario donde será crucificado. Situado en el centro algo desplazado a la derecha, es empujado por uno de los legionarios, mientras a su lado Simón de Cirene porta la cruz, que se superpone en lo alto a las lanzas y antorchas de los soldados. En la imagen destaca el color rojo, símbolo de la Pasión, que contrasta con el azul de María, símbolo de la Gloria. El fondo es de color dorado, como en las siguientes escenas. |      |
| Crucifixión                           | Temple sobre madera | 100 × 76 cm    | Opera del Duomo | Es la escena principal del conjunto, situada en la parte superior central y, junto a la Entrada en Jerusalén, es la imagen más grande del reverso. Cristo está crucificado en una alta cruz en el centro de la composición, flanqueado por las cruces de los dos ladrones situadas en segundo término. El fondo de la escena es dorado y el único elemento natural son las rocas a los pies de la cruz. En la parte inferior y a ambos lados de la cruz central hay dos grupos de personas: a la izquierda, los partidarios de Cristo, entre los que se encuentran san Juan y las tres Marías; a la derecha, sus detractores, entre los que se hallan sacerdotes y legionarios. En la parte superior, encima de la cruz central, hay un coro de ángeles. Esta escena principal del ciclo de la Pasión destaca por su tensión emocional, conseguida gracias a la composición de cruces y personajes, y a los gestos y expresiones de la muchedumbre. De nuevo hay que destacar el cromatismo de los ropajes, donde destacan los tonos rojo y azul. También en esta escena Duccio se inspiró en el púlpito de la catedral elaborado por Nicola Pisano, especialmente por la distribución de la gente en dos grupos al pie de la cruz. |      |
| Descendimiento                        | Temple sobre madera | 50,5 × 53,5 cm | Opera del Duomo | En esta imagen Cristo es descendido de la cruz por José de Arimatea, que se halla sobre una escalera, mientras a su pie se encuentra san Juan que recoge el cuerpo del crucificado, mientras María se abraza a su cuello; de rodillas, Nicodemo le quita los clavos a Jesús con una tenaza. El fondo es el mismo dorado que en la escena anterior, con el mismo suelo rocoso. La imagen destaca por la emotividad del abrazo entre la madre y el hijo muerto, y el dramatismo se ve acentuado por el contraste entre el semblante de María y la palidez del rostro de Jesús. El menor número de personajes respecto a la escena anterior también remarca el carácter más íntimo de la escena. La sangre acumulada al pie de la cruz es símbolo de Salvación. |      |
| Entierro de Cristo                    | Temple sobre madera | 50,5 × 53,5 cm | Opera del Duomo | Este episodio se sitúa en un árido paisaje rocoso que será común al resto de escenas de la Pasión. El cuerpo de Cristo se halla sobre el sepulcro, con san Juan sosteniéndole la cabeza y Nicodemo los pies, mientras José de Arimatea le arregla la mortaja. La Virgen María besa a su hijo en la mejilla y María Magdalena levanta los brazos al cielo en gesto de desesperación. |      |
| Las santas mujeres en el sepulcro     | Temple sobre madera | 51 × 53,5 cm   | Opera del Duomo | Ante el mismo paisaje rocoso las tres Marías visitan el sepulcro de Jesús con ungüentos en la mano, pero se lo encuentran abierto y sobre él un ángel vestido de blanco y con las alas extendidas, que les señala el sarcófago vacío. Las montañas, de aspecto artificial, están modeladas gracias al juego de luces y sombras, que les otorga relieve. A su vez, las montañas remarcan la diferencia iconográfica entre los personajes: mientras que tras las mujeres se hallan dos pequeñas colinas, sobre el ángel se eleva una majestuosa montaña que le confiere mayor preponderancia. Las mujeres parecen estar inspiradas en la figura de la Sibila de Nicola Pisano para la fachada de la catedral. |      |
| Descenso a los Infiernos              | Temple sobre madera | 51 × 53,5 cm   | Opera del Duomo | En esta escena tomada del evangelio apócrifo de Nicodemo, Jesús ha traspasado las puertas del infierno, que aparecen rotas a sus pies, y pisa a un demonio tendido en el suelo. Procede entonces a liberar a los patriarcas y profetas del limbo, siendo el primero en recibirle Adán, que le da la mano. Cristo lleva una túnica roja, símbolo de la Pasión y, sobre ella, un manto azul, símbolo de Gloria, ambas con brillantes pliegues dorados que señalan su desmaterialización. En la mano izquierda sostiene un báculo con una cruz, símbolo también de la Pasión. |      |
| Noli me tangere                       | Temple sobre madera | 51 × 57 cm     | Opera del Duomo | Con la misma indumentaria que en la escena anterior, Jesús se halla frente a María Magdalena, arrodillada frente a él. Ante su gesto de aproximación con las manos suplicantes, Cristo retrocede, según la cita bíblica: «¡No me toques (Noli me tangere), aún no he subido al Padre!». La posición ascendente de las rocas y los dos árboles que flanquean al Nazareno enfatizan su figura, mientras que la presencia de nuevo de elementos vegetales señala el renacer de la vida. |      |
| Camino a Emaús                        | Temple sobre madera | 51 × 57 cm     | Opera del Duomo | Esta escena del evangelio de Lucas representa el momento en que dos discípulos piden a Jesús que se quede con ellos, frente a la ciudad de Emaús. Las figuras se hallan a la izquierda, mientras a la derecha se halla un pórtico que da entrada a la ciudad, con una perspectiva no muy lograda y con un fondo de pan dorado, como en las escenas anteriores. |      |

#### Predela
De la predela se ha perdido el Bautismo de Cristo. 
| Título                                   | Material            | Dimensiones    | Museo                                     | Descripción | Foto |
| ---------------------------------------- | ------------------- | -------------- | ----------------------------------------- | --- | ---- |
| Tentación en el pináculo del templo      | Temple sobre madera | 43 × 45,5 cm   | Opera del Duomo                           | La escena representa el momento en que Satanás lleva a Jesús a lo alto de un templo y le ordena: «si realmente eres Hijo de Dios, tírate de aquí abajo». Duccio traslada este episodio a un balcón de un edificio de planta poligonal y construido en mármol blanco, de estilo gótico, con una arquitectura realista contemporánea al artista y alejada por tanto del momento histórico narrado. También es realista la luz, que entra por la izquierda y deja el lado derecho en sombras.                                                    |      |
| Tentación en la montaña                  | Temple sobre madera | 43 × 46 cm     | Colección Frick, Nueva York               | Se representa aquí la oferta que Satanás le hace a Jesús sobre una montaña: si le adora le dará toda la tierra que vislumbra a sus pies. El momento elegido es cuando el Nazareno rechaza la oferta y expulsa al demonio con el brazo derecho extendido. A los pies de Cristo aparecen varias ciudades en tamaño reducido, como muestra de todas las riquezas ofrecidas, por lo que se entiende la diferencia de tamaño entre las figuras y estos espacios arquitectónicos, que como en otras escenas son de estilo contemporáneo al artista. |      |
| Vocación de los apóstoles Pedro y Andrés | Temple sobre madera | 43,5 × 46 cm   | National Gallery of Art, Washington D. C. | Jesús aparece a la izquierda llamando a sus primeros seguidores, que están en una barca pescando. El fondo de la escena es dorado. |      |
| Bodas de Caná                            | Temple sobre madera | 43,5 × 46,5 cm | Opera del Duomo                           | El centro de la composición lo ocupa una gran mesa alrededor de la cual se distribuyen los personajes. Al fondo a la izquierda aparecen Jesús y María acompañados de varios de sus discípulos, junto a otros comensales, mientras en la parte inferior aparecen varios sirvientes, que tienen menor tamaño que el resto de personajes, lo que denota una jerarquía simbólica en la representación de las figuras. Los sirvientes llenan varias tinajas de agua, que se convertirá en vino en el primer milagro público de Jesús.              |      |
| Cristo y la samaritana                   | Temple sobre madera | 43,5 × 46 cm   | Museo Thyssen-Bornemisza, Madrid          | Se narra el episodio en que Cristo le pide agua a la mujer samaritana, frente a la ciudad de Sicar. Jesús se halla sentado sobre una fuente a la izquierda, mientras la samaritana se halla de pie en el centro, con una tinaja sobre la cabeza. A la derecha, varios personajes salen de una puerta de la ciudad, que presenta unos muros almenados de aspecto medieval. El fondo es de pan de oro. |      |
| Curación del ciego                       | Temple sobre madera | 43,5 × 45 cm   | The National Gallery, Londres             | En esta escena aparecen en el mismo escenario dos sucesos sucesivos en el tiempo: frente a los edificios de una ciudad Jesús, seguido de sus discípulos, toca con un dedo el ojo de un ciego para curarlo; a la derecha, aparece el ciego ya curado que eleva su vista hacia el horizonte. La mirada en diagonal de este personajes conecta con la escena de la aparición de Cristo transfigurado sobre una montaña. |      |
| Transfiguración de Cristo                | Temple sobre madera | 44 × 46 cm     | The National Gallery, Londres             | Sobre un suelo rocoso se halla Jesús transfigurado —lo que se denota por los pliegues de su túnica que crean un efecto “etéreo”—, flanqueado por los profetas Moisés y Elías, mientras a sus pies se arrodillan los apóstoles Pedro, Juan y Santiago. El fondo es de nuevo de pan de oro. |      |
| Resurrección de Lázaro                   | Temple sobre madera | 43,5 × 46,4 cm | Museo de Arte Kimbell, Fort Worth         | Ante un paisaje montañoso Cristo y sus discípulos se hallan frente al sepulcro de Lázaro, recibido por Marta y María de Betania. A la derecha aparece Lázaro ya redivivo, envuelto en un sudario mortuorio. Un personaje situado junto al fallecido se tapa la nariz con un manto debido al hedor. |      |

#### Ático
De las escenas del ático se han perdido la Ascensión y el Cristo Glorificado. 
| Título                                             | Material            | Dimensiones    | Museo           | Descripción | Foto |
| -------------------------------------------------- | ------------------- | -------------- | --------------- | --- | ---- |
| Aparición en el Cenáculo                           | Temple sobre madera | 39,5 × 51,5 cm | Opera del Duomo | Tanto en esta como en las siguientes escenas de apariciones Jesús viste la ropa de pliegues dorados que señala su desmaterialización. Cristo se aparece a los apóstoles en el interior de una habitación. Su presencia frente a una puerta firmemente cerrada con un travesaño enfatiza el aire de aparición de la escena. Jesús se halla en el centro, enmarcado por la puerta, cuyo arco de medio punto envuelve la aureola del Resucitado, mientras los dos grupos de apóstoles a ambos lados hacen gestos de asombro.                 |      |
| La duda de santo Tomás                             | Temple sobre madera | 55,5 × 50,5 cm | Opera del Duomo | En el mismo escenario que la escena anterior, Jesús se encuentra entre sus discípulos y, ante la duda del apóstol Tomás, este pone los dedos en sus heridas para verificar que sea efectivamente su maestro redivivo. La disposición espacial tiene un ligero fallo con el grupo de apóstoles de la derecha, situados en un plano ligeramente superior, lo que hace que parezca que floten. |      |
| Aparición en el lago Tiberíades                    | Temple sobre madera | 36,5 × 47,5 cm | Opera del Duomo | Jesús se aparece de nuevo a los apóstoles, que venían del lago sin haber pescado. Ante su orden de lanzar de nuevo las redes, estas se llenan milagrosamente de peces, que recogen con esfuerzo tres de los discípulos, mientras Pedro se dirige sorprendido al Resucitado, con los pies en el agua. |      |
| Aparición de Cristo en la montaña de Galilea       | Temple sobre madera | 36,5 × 47,5 cm | Opera del Duomo | Jesús aparece de nuevo frente a los apóstoles, situado a la izquierda, mientras sus discípulos se agrupan a la derecha unos sobre otros. El Redentor les encomienda difundir el evangelio, lo que se simboliza con los libros en las manos de dos de los apóstoles. |      |
| Aparición de Cristo en el círculo de sus apóstoles | Temple sobre madera | 39,5 × 51,5 cm | Opera del Duomo | Jesús cena con sus discípulos el pescado conseguido en el lago Tiberíades. Se sitúa a la izquierda presidiendo la mesa, con los apóstoles en ambos lados, en una composición similar a la de la Última Cena. Al fondo se encuentra una galería de arcos de medio punto. |      |
| Venida del Espíritu Santo                          | Temple sobre madera | 37,5 × 42,5 cm | Opera del Duomo | Se representa la venida del Espíritu Santo o Pentecostés, en una escena que se conserva mutilada en su parte izquierda. Frente a un marco arquitectónico de aspecto gótico se halla la Virgen María en el centro de la composición, rodeada de los apóstoles, mientras que de la parte superior caen unos rayos semejantes a lenguas de fuego sobre cada uno de los presentes, como símbolo del Paráclito. María lleva el manto de la Gloria, con unos pliegues que denotan su desmaterialización, como en las últimas escenas de Cristo. |      |

## Imágenes en otros museos

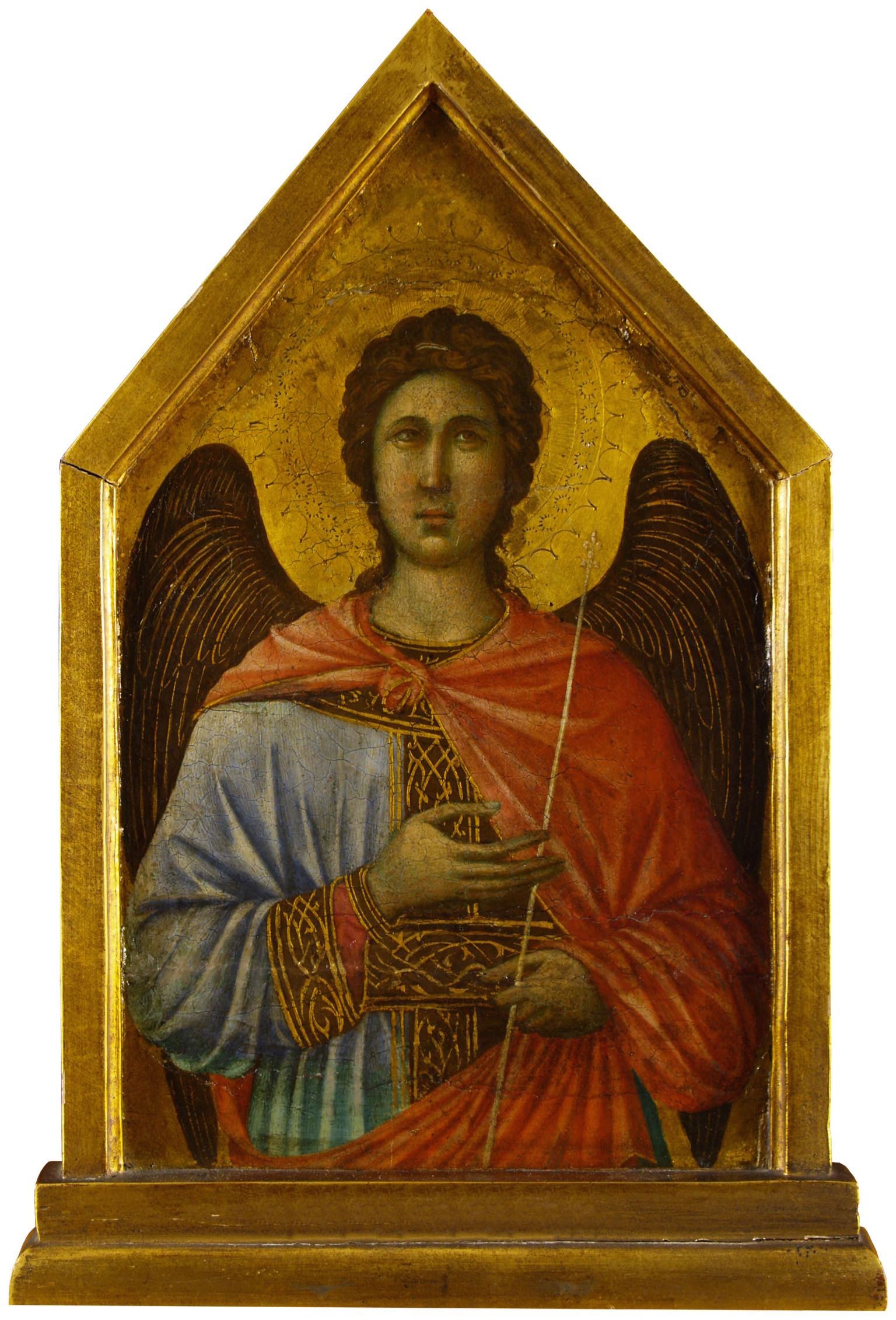
Arcángel Gabriel, una de las imágenes situadas antiguamente en los pináculos del retablo, conservada en el Kasteel Huis Bergh, 's-Heerenberg, Países Bajos

- Ángel (Colección Stoclet, Bruselas, Bélgica)
- Ángel (Museo de Arte de Filadelfia, Filadelfia, Estados Unidos)
- Arcángel Gabriel (Kasteel Huis Bergh, 's-Heerenberg, Países Bajos)
- Ángel (Mount Holyoke College, South Hadley, Massachusetts, EE. UU.)
- Anunciación (The National Gallery, Londres, Reino Unido)
- Isaías; Natividad; Ezequiel (Colección Andrew W. Mellon, National Gallery of Art, Washington D. C., EE. UU.)
- Tentación en la montaña (Colección Frick, Nueva York, EE. UU.)
- Vocación de los apóstoles Pedro y Andrés (National Gallery of Art, Washington D. C., EE. UU.)
- Cristo y la samaritana (Museo Thyssen-Bornemisza, Madrid, España)
- Curación del ciego (The National Gallery, Londres, Reino Unido)
- Transfiguración de Cristo (The National Gallery, Londres, Reino Unido)
- Resurrección de Lázaro (Museo de Arte Kimbell, Fort Worth, Texas, EE. UU.)